# Mélèce Syrigos
Mélèce Syrigos (en grec : Μελέτιος Συρίγος ; 1586-1664) est un théologien orthodoxe.

## Éléments biographiques

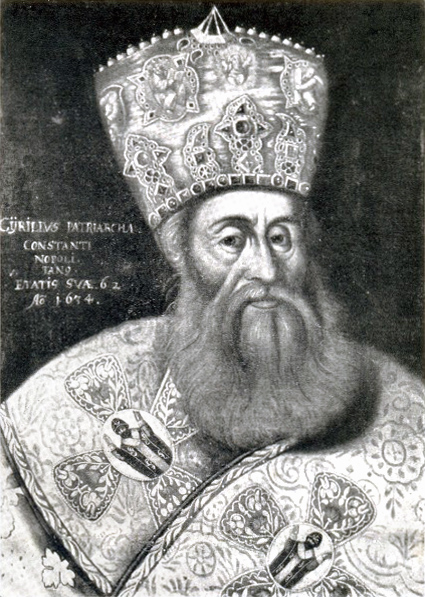
Patriarche de Constantinople Cyrille Lucaris.

Né en 1586 à Héraklion, en  Crète (alors sous domination vénitienne), dans une famille orthodoxe, Mélèce Syrigos reçut au baptême le prénom de « Marc ».
Il eut pour premier maître, à l'école du métochion du monastère sinaïte Sainte-Catherine à Héraklion, Mélèce Blastos, moine et hymnographe.
Il se rendit ensuite à Venise où il reçut, contre paiement d'une forte somme, des cours de logique et de philosophie de Théophile Korydaleus. S'étant brouillé avec Korydaleus, il s'inscrivit à l'Université de Padoue où il étudia les sciences physique et mathématique, envisageant de devenir médecin.
Le décès de son père le rappela en Crète, où il apprit aussi le décès de sa mère. Il devint alors moine, recevant le nom de « Mélèce » ou « Mélétios » (Μελέτιος), et fut ordonné prêtre par un évêque orthodoxe, à Cythère, tous les évêques de Crète étant alors catholiques.
Le ton nettement anti-latin de ses sermons, comme aussi son refus de se découvrir pour saluer devant les autorités civiles de l'île, lui valurent d'être chassé d'Héraklion. Il résida alors au monastère d'Angarathos (moni Angarathou) avant d'être nommé higoumène d'un monastère à Kaloi Limenes (Καλοί Λιμένες), lieu qui garde le souvenir du passage de l'apôtre Paul sur l'île  et qui, à ce titre était aussi visité par les « Latins ». À la suite d'une visite du gouverneur général de l'île, au cours de laquelle une messe catholique fut célébrée sur l'autel de l'église du monastère, le bouillant higoumène entreprit de purifier l'autel, considérant qu'il avait été profané ; ce qui lui valut d'être condamné à mort, quoiqu'on lui laissa dans les faits la possibilité de fuir.
Il se rendit donc, vers 1626-1627, en Égypte où il servit en tant que prêtre, alors que Gérasime Ier Spartaliotès était patriarche d'Alexandrie.
À la fin de 1629, à l'invitation du patriarche Cyrille Loukaris – dont les sympathies envers les protestants ne pouvaient qu'apprécier le côté anti-latin de Syrigos – il s'embarqua pour Constantinople où, après des étapes à Rhodes et Chios, il parvint en septembre-octobre 1630. Le patriarche l'installa comme prédicateur à l'église de La Mère de Dieu Chrysopège (χρύσεος πηγή), dans le quartier de Galata, mais il prêchait aussi dans d'autres églises de la ville. Il reçut le titre d'Enseignant dans la Grande Église du Christ (Διδάσκαλος τῆς Μεγάλης τοῦ Χριστοῦ ᾽Εκκλησίας).
En 1632 et 1633, il se rendit en Moldo-Valachie, probablement à la demande de Loukaris. À la fin de décembre 1633, il est de retour à Constantinople où, en plus de ses activités de prédicateur, il s'occupe d'une école où il enseigne le grec, le latin, les sciences, et la théologie. Par ailleurs, au cours d'un second voyage qu'il entreprit à la fin de 1635 en Moldo-Valachie il traduisit, à la demande de Basile le Loup, en grec moderne les traités de Jean Cantacuzène contre l'islam. De retour à Constantinople, au printemps 1637, il reprit ses activités habituelles.
Cyrille Kontaris, successeur de Loukaris après la mort de ce dernier, aussi pro-latin que Loukaris était pro-calviniste, et opposant de longue date de ce dernier, convoqua un concile en 1638 où il fit anathématiser son prédécesseur. Syrigos, qui y participa, chercha par la suite à tenir l'orthodoxie à égale distance de l'unionisme pro-catholique et du pro-calvinisme. Un an plus tard, lors de l'intronisation de Parthénios au patriarcat de Constantinople, Korydaleus prononça un sermon dans lequel il présentait la « confession de foi » (protestante) attribuée à Loukaris comme étant formellement orthodoxe, ce qui provoqua un grand émoi et valut à Korydaleus un condamnation – prononcée au nom du patriarche par Syrigos – qui se solda par sa rétractation. Peut-être se rendit-il ensuite pour un temps à Moudania en Bithynie.
Lorsque se tint à Iassi, en 1642, à la demande de Pierre Moghila et sous la protection de Basile le Loup une série réunion entre des représentants de Kiev et de Constantinople (que l'on désigna comme «concile d'Iași») pour déterminer une conduite commune à tenir face aux avancées du protestantisme, Mélèce Syrigos fut envoyé, en compagnie du métropolite Porphyre de Nicée pour représenter le patriarche Parthénios. Il y présenta son antirrhesis contre le calvinisme, et traduisit de latin en grec la « Confession de foi » de Moghila. De Iassi, il se rendit à Kiev pour rencontrer Moghila, avant de revenir à Constantinople, au début de 1644.
Parthénios ayant été déposé et remplacé par Parthénios II, le nouveau patriarche entendit favoriser un rapprochement avec les calvinistes, et trouvant Syrigos trop « latinophile » lui ordonna de quitter Constantinople, ce qu'il fit en juin 1645. Il se rendit en premier lieu à Iassi, puis après un passage à Soutschava et une tentative de retour à Constantinople où il espère pouvoir rentrer en grâce, il se rend à Kios, en Bithynie. En 1647, à la suite de la destitution de Parthénios II, Syrigos revient à Constantinople, et prêche en présence du nouveau patriarche, Joannice II. Le retour de Parthénios II au siège patriarcal, le 29 octobre 1648, se traduisit pour Syrigos par un nouvel exil en Bithynie, avant de revenir, incognito à Constantinople… et de s'en faire chasser à nouveau à la fin de 1649. Les élections patriarcales se succédant à un rythme soutenu, en ces années 1650-1652, Syrigos est de nouveau à Constantinople le 2 janvier 1653 où, en présence du patriarche Païsios Ier de Constantinople et Macaire III d'Antioche, il prononça une homélie des plus virulentes contre les discordes dans l'Église. Ayant réintégré son église de Chrysopégé, il fut ensuite nommé à l'Église de la Très sainte Mère de Dieu de l'Espérance, à Kontoskalion (Kumkapı), dans l'actuel district de Fatih. Là, il continua à prêcher, à composer des canons liturgiques et des ouvrages théologiques, dont une « Explication de la Liturgie » qui fut intégrée à la réponse synodale qui fut envoyée en 1654 par le patriarche Païsios I au patriarche Nikon de Moscou.
Il resta à Kontoskalion jusqu'en 1660 où, à la suite d'un incendie qui ravagea tout le quartier, il retourna à Galata, à la paroisse du Christ de Mpostanion (l'église de la Chrysopégé ayant elle aussi été détruite dans un incendie précédent).
Il mourut le 13 avril 1664 et fut enseveli au monastère Saint-Serge-de-Médikion (Μονή Αγίου Σεργίου του Μηδικίου) à Triglia (Tirilye).

## Œuvres
Mélèce Syrigos fut non seulement un prédicateur et un théologien, mais aussi un auteur, et un traducteur, parfois un adaptateur. Nombre de ses œuvres sont connues seulement à l'état de manuscrits et attendent d'être éditées.

### Œuvres personnelles
- Vingt-quatre chapitres théologiques sur les innovations latines
- Une lettre sur le jeûne
- L'antirrhesis contre les Chapitres et Questions de Cyrille (Αντίρρησις κατά των καλβινικών κεφαλαίων, και ερωτήσεων κυρίλλου του λουκάρεως)
- Une Explication de la Divine Liturgie
- Des homélies pour chaque dimanche de l'année
- Des commentaires de textes bibliques
- Des notices de synaxaire ainsi que des offices liturgiques pour de nombreuses fêtes et saints[4]

### Traductions à partir du latin
- La « Confession de foi » de Pierre Moghila
- Le commentaire d'Origène sur l'Épître aux Romains

### Traduction du grec ancien au grec moderne
- Les traités de Jean Cantacuzène contre l'Islam
- Les Institutes de Justinien
- La "Nomike Epitome" de Léon et Constantin

### Œuvres de Syrigos
- (el) L'antirrhesis contre les Chapitres et Questions de Cyrille (Αντίρρησις κατά των καλβινικών κεφαλαίων, και ερωτήσεων κυρίλλου του λουκάρεως), édition de Bucarest, 1690.

### Études
- Article de Jules Pargoire : « Mélétios Syrigos, sa vie et ses œuvres » publiée dans les Échos d'Orient, consultable Sur Persée
  - Dépouillement des manuscrits de Syrigos EO 1908, p 264,
  - Biographie de Syrigos EO1908, p 331 puis EO1909, p 17 et EO 1909, p 167
  - Œuvres de Syrigos EO 1909, p 281 et EO 1909, p 336
- M. Jugie, Dictionnaire de théologie catholique, t. 14.2 (lire sur Wikisource), « SYRIGOS Mélèce »
- Résumé de la vie de Syrigos telle qu'elle était connue avant l'étude de Pargoire dans "Perpétuité de la foy de l'église catholique".
- La confession de foi de Moghila gréco-latine.